# Soergelia
Soergelia — рід вимерлих вівцеподібних, що населяли Європу і Азію у плейстоцені.
Види що входили до складу роду:
- †Soergelia brigittae Kostopolous, 1997[4]
- †Soergelia minor Moyà-Solà, 1987
- †Soergelia intermedia Crégut-Bonnoure & Dimitrijević, 2006[5]
- †Soergelia elisabethae Schaub, 1951[6]
- †Soergelia mayfieldi (Troxell, 1915)[7][8]